# Kyselina 2,5-dihydroxyskořicová
Kyselina 2,5-dihydroxyskořicová je aromatická karboxylová kyselina, jeden z izomerů kyseliny kávové.

## Výroba
Kyselina 2,5-dihydroxyskořicová se vyrábí oxidací kyseliny o-kumarové peroxodisíranem draselným.